# Linda de Morrer
Linda de Morrer é um filme brasileiro de comédia romântica dirigido por Cris D'Amato, produzido por Iafa Britz, co-produzido pela Migdal Filmes e escrito por Carolina Castro e Marcelo Saback. As gravações do filme foram totalmente feitas no Rio de Janeiro, Brasil. O filme foi lançado em 20 de agosto de 2015 no Brasil.

## Sinopse
Paula é uma cirurgiã plástica que está desenvolvendo uma nova fórmula para eliminar celulites, porém ao testar em si mesma ela acaba morrendo. Com a ajuda do médium Daniel e da filha Alice, ela volta à Terra para evitar que seu ganancioso sócio Francis coloque o produto nocivo à saúde no mercado.

## Elenco
- Glória Pires como Paula Lins
- Ângelo Paes Leme como Francis
- Emilio Dantas como Daniel
- Antônia Morais como Alice Lins
- Susana Vieira como Mãe Lina
- Vivianne Pasmanter como Jô
- Priscila Marinho como Jaci
- Stella Miranda como Gilda
- George Sauma como Leon Terra
- Pablo Sanábio como Marcelo
- Alexandre Moreno como Deodato
- Carol Macedo como Marta
- Charles Fricks como Rodrigo
- Gláucia Rodrigues como Cristina